# 로쿠고 마사즈미
로쿠고 마사즈미(일본어: 六郷政純, 1801년 ~ 1822년 10월 6일)는 일본 에도 시대의 다이묘로, 데와노쿠니 혼조 번의 8대 번주이다. 어릴적 이름은 가쓰키치(勝吉)이며, 관위는 종5위하, 아와노카미이다.
교와 원년(1801년), 혼조 번의 7대 번주 로쿠고 마사치카의 셋째 아들로 태어났다. 분카 7년(1810년) 10월, 맏형 로쿠고 마사요시가 폐적됨에 따라 마사즈미가 세자가 되었다. 분카 9년(1812년), 아버지 마사치카가 사망하자 번주직을 계승하였다. 하지만 나이가 어렸기 때문에, 번의 통치는 가로(家老) 우치모토 잇쿠로(内本一九郎)가 장악하여 개혁을 단행하였다. 우치모토는 인건비 절감과 영지 백성에 대한 어용금 폐지를 시행했고, 무라묘슈(村名主)인 사사키 스케에몬(佐々木助右衛門)을 등용하는 등 인재 등용에도 수완을 보였으나, 번내 보수파의 반발을 받아 분카 10년(1813년) 3월, 개혁은 실패로 돌아갔다. 마사즈미에 대해서는 그가 그림을 잘 그렸다는 이야기가 전한다.
분세이 5년(1822년) 8월 22일, 후사 없이 22세의 나이로 사망하였다. 형 마사요시의 맏아들인 로쿠고 마사쓰네가 양자가 되어 그 뒤를 이었다.
| 전임 로쿠고 마사치카 | 제8대 혼조 번 번주 1812년 ~ 1822년 | 후임 로쿠고 마사쓰네 |